# 下方駅
下方駅（しもかたえき）は、岐阜県揖斐郡大野町大字下方にあった名古屋鉄道揖斐線の駅。

## 歴史
揖斐線の前身である美濃電気軌道が美濃北方駅（当時の駅名は北方町駅）から黒野駅までの区間を延伸させた際に開業した駅である。揖斐線は2005年（平成17年）に全線が廃止され、当駅もあわせて廃駅となった。
- 1926年（大正15年）4月6日 - 美濃電気軌道北方線の北方町駅（のちの美濃北方駅） - 黒野駅間の開業と同時に開設[2][3]。
- 1930年（昭和5年）8月20日 - 美濃電気軌道が名古屋鉄道（初代。同年中に名岐鉄道に改称し、1935年より名古屋鉄道に再改称）に合併。同社の揖斐線の駅となる[3]。
- 1948年（昭和23年）11月1日以前 - 無人化[4]。
- 2005年（平成17年）4月1日 - 揖斐線の忠節駅 - 黒野駅間の営業が廃止され、廃駅[5]。

## 駅構造
ホーム1本のみの停留場であった。駅の前後の区間は天井川である根尾川（藪川）を渡るための鉄橋に続く築堤上にあり、駅もこの築堤上という高所にあった。後述写真の通りに駅跡の高架に直接上がる事が出来ず、後に道路のガード整備がされたためにホームも撤去されている。

### 配線図
| ← 黒野方面 | 下方駅 構内配線略図 | → 忠節方面 |
| 凡例 出典: |                     |            |

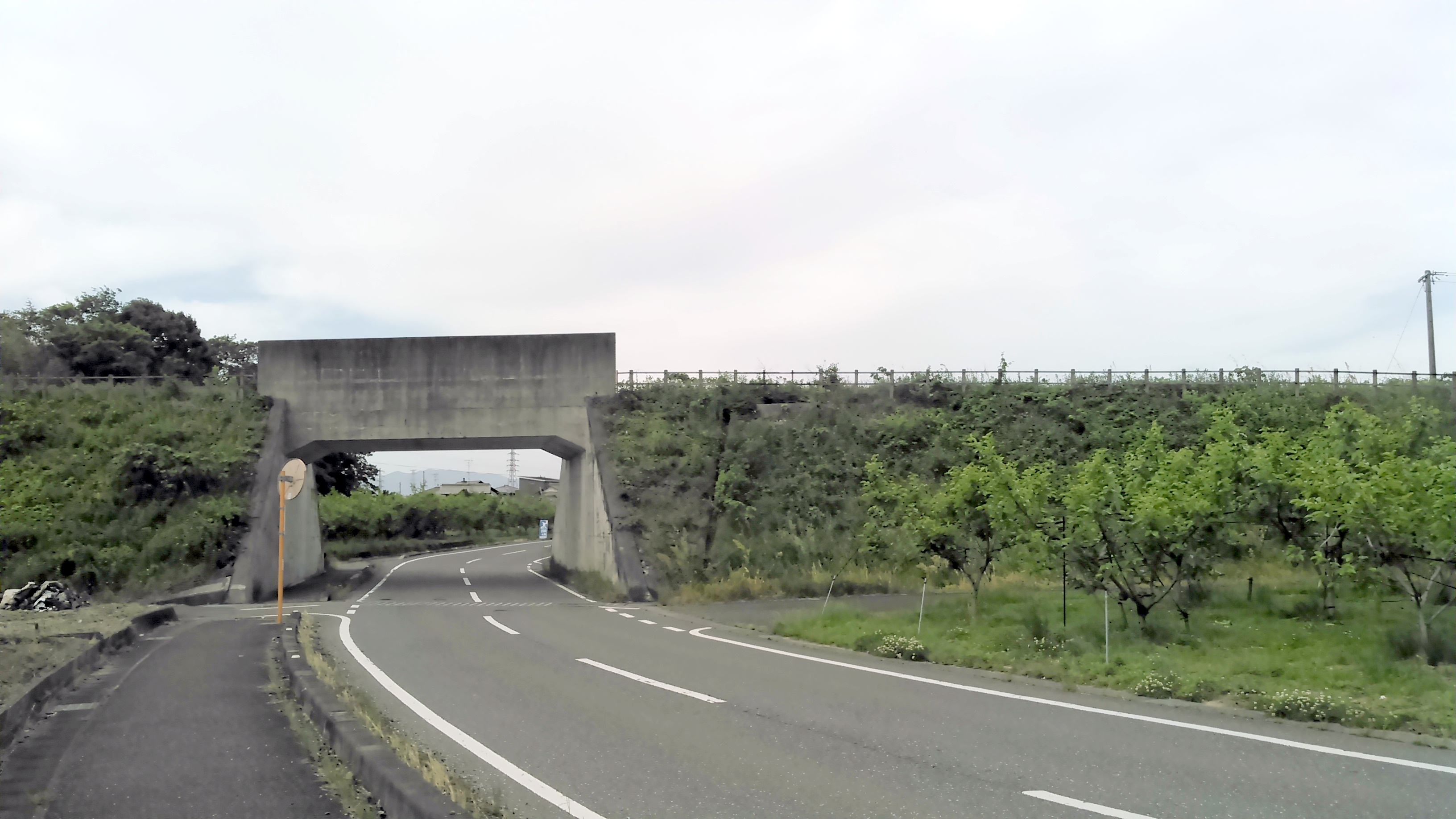
駅全景（2017年5月）
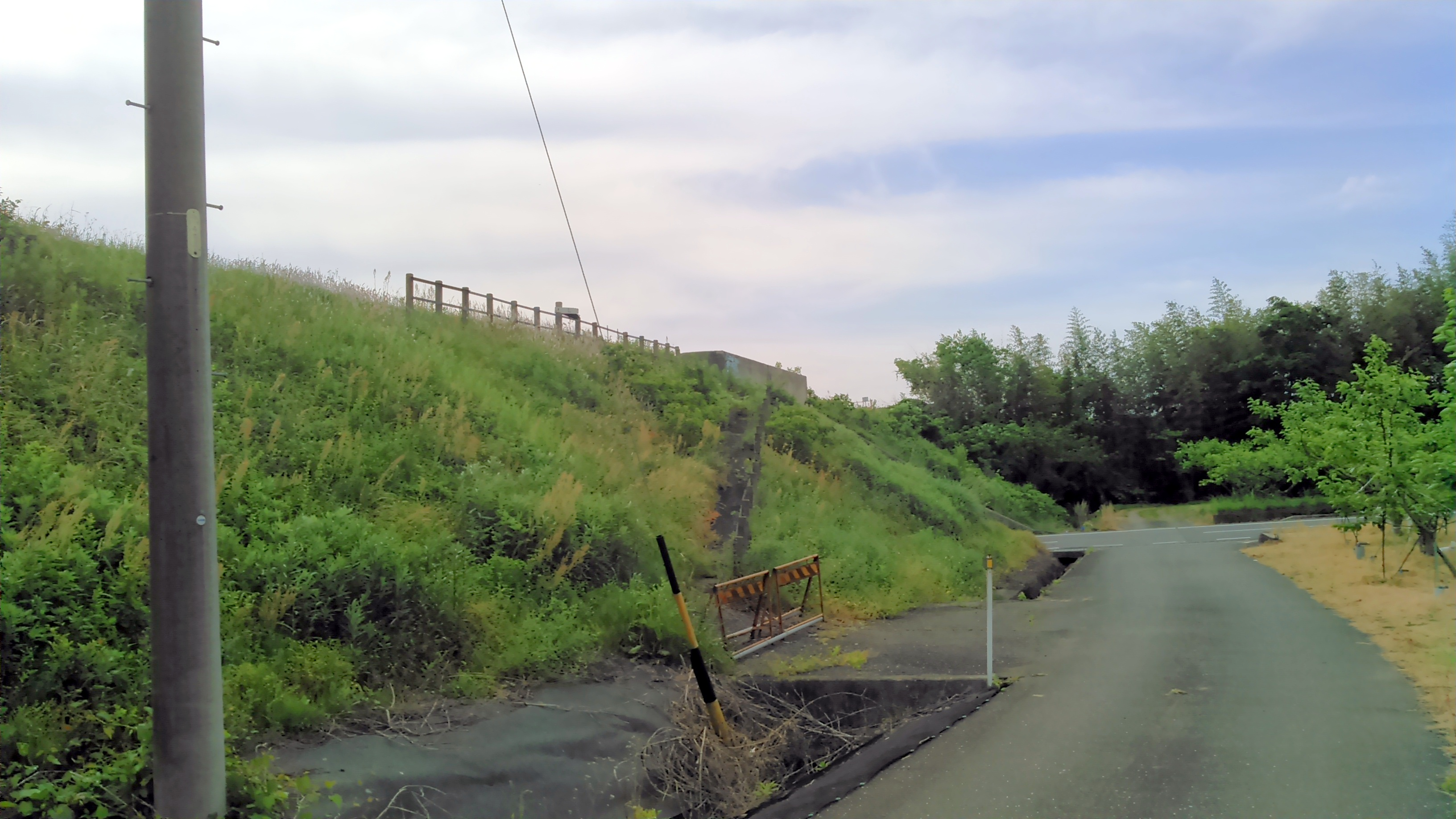
駅高架入り口跡（同左）
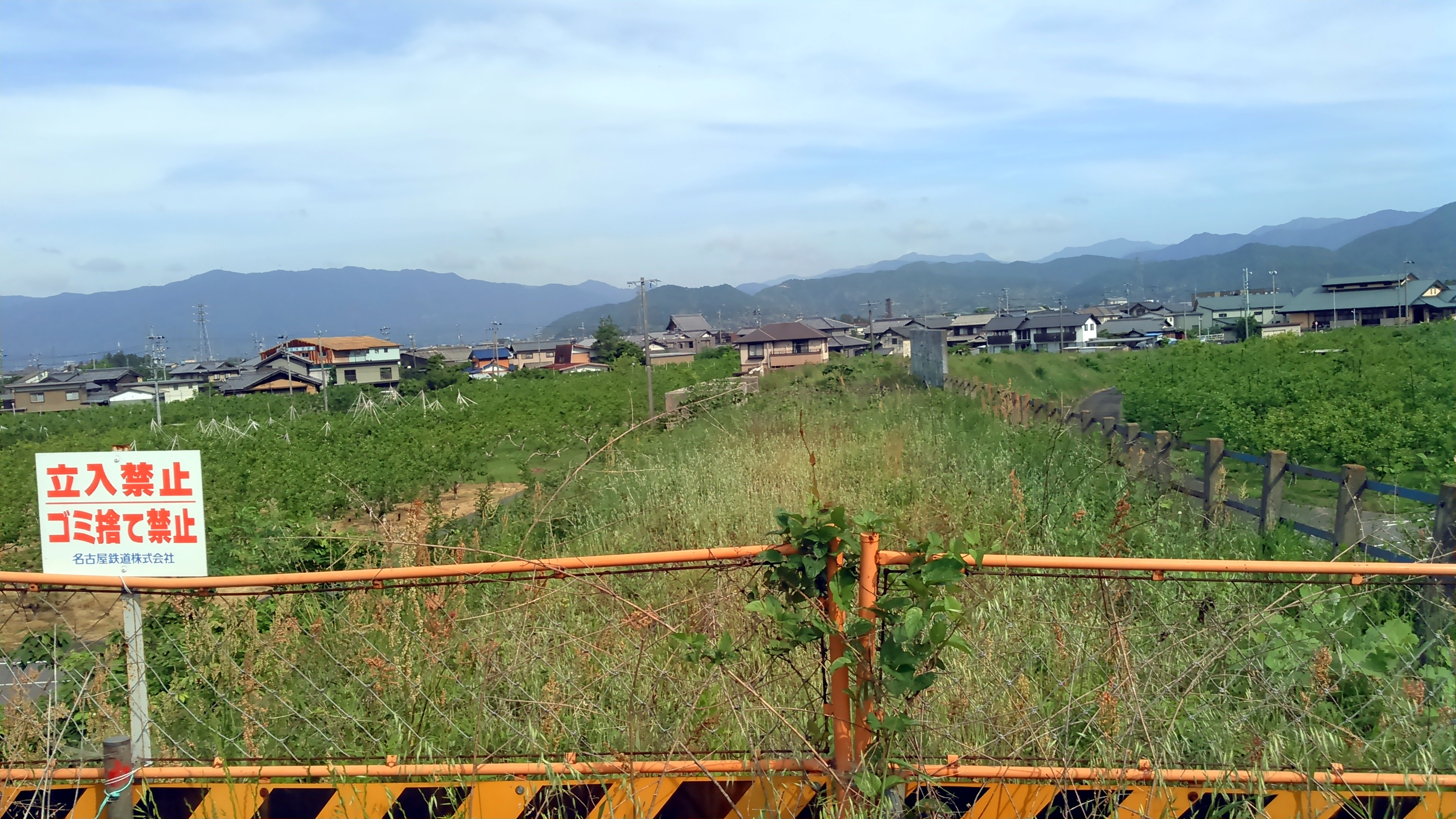
堤防からの駅跡（同左）

## 利用状況
- 『名古屋鉄道百年史』によると1992年度当時の1日平均乗降人員は129人であり、この値は岐阜市内線均一運賃区間内各駅（岐阜市内線・田神線・美濃町線徹明町駅 - 琴塚駅間）を除く名鉄全駅（342駅）中332位、 揖斐線・谷汲線（24駅）中18位であった[1]。

## 代替交通手段

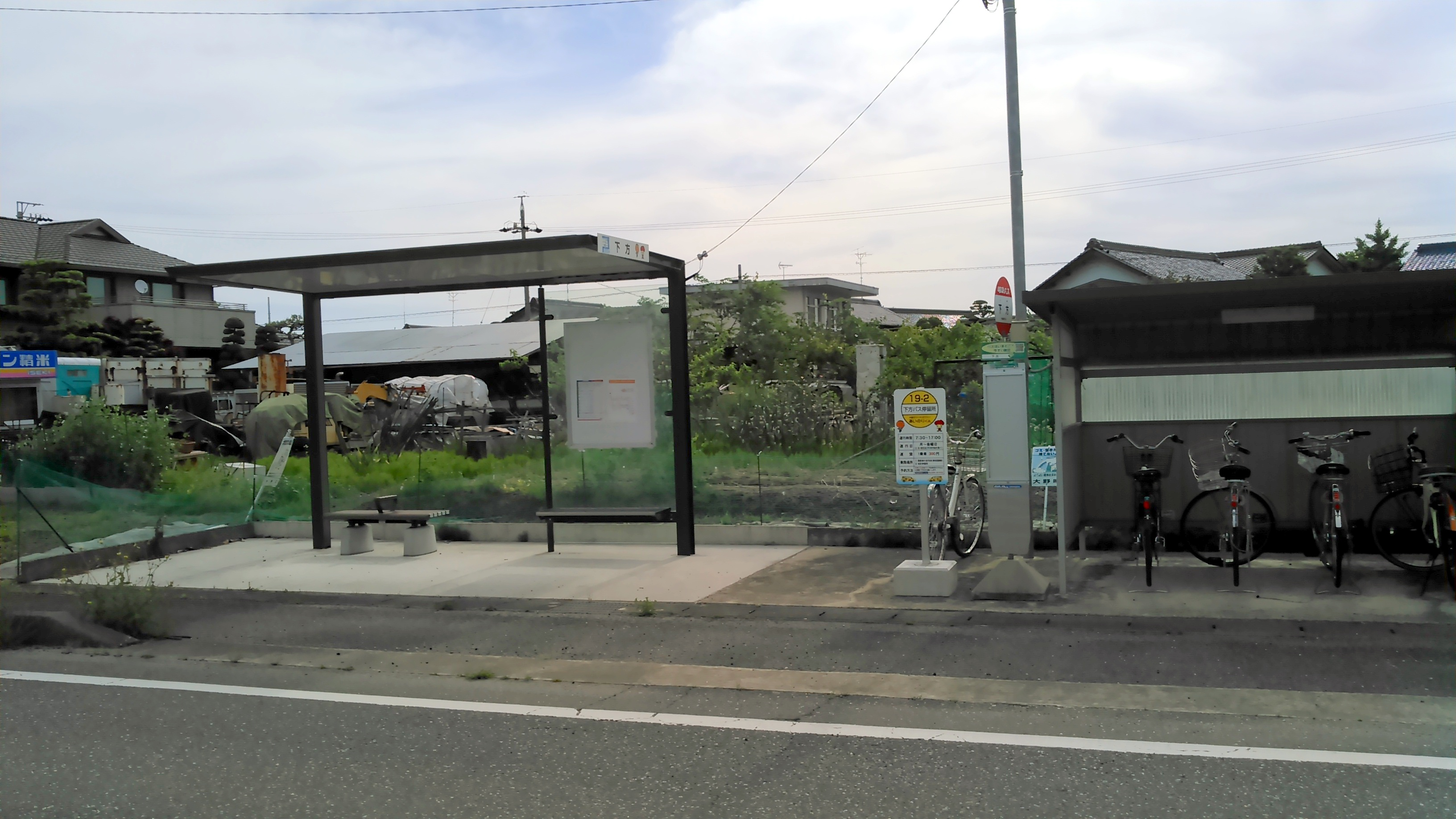
下方バス停留所（2017年5月）

- 岐阜バス・大野デマンドタクシー[8][9][11]：下方バス停留所（下方駅跡から北200メートル先）

## 隣の駅
名古屋鉄道
揖斐線
政田駅 - 下方駅 - 相羽駅